# 博尔戈拉韦扎罗
博尔戈拉韦扎罗（義大利語：Borgolavezzaro），是意大利诺瓦拉省的一个市镇。总面积21.21平方公里，人口2037人，人口密度96.0人/平方公里（2009年）。ISTAT代码为003023。